# Tidaholm (gemeente)
Tidaholm is een Zweedse gemeente in Västergötland. De gemeente behoort tot de provincie Västra Götalands län. Ze heeft een totale oppervlakte van 525,0 km² en telde 12.543 inwoners in 2004.

## Plaatsen
- Tidaholm (plaats)
- Madängsholm
- Ekedalen
- Fröjered
- Folkabo
- Dimbo
- Ekelid
- Baltak
- Bogshult en Gälleberg